# 真納大學
真納大學坐落在巴基斯坦首都伊斯蘭堡市，是一所创建于1967年7月的公立研究型大学。其原名為「伊斯兰堡大学」（Islamabad University）。它起初只提供研究生学位，后来才开始提供碩士和学士课程。真納大學的校園總面積約1709英亩，位于马嘉拉山（Margalla Hills）的山脚下。
2019年QS世界大學排名位居于第551至560位之间，亚洲前133名。真納大學长期都是巴基斯坦最顶尖、排名第一的大学。它还与世界上最优秀的国际机构保持联系，包含联合国、东京大学及国际理论物理中心等等。真納大學培养了巴国很多著名的毕业生，包括不少的本国政治精英。

## 歷史

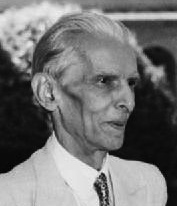
穆罕默德·阿里·真納。

伊斯兰堡大学在1967年7月22日在巴基斯坦的国民议会的决议下成立。为纪念巴国国父穆罕默德·阿里·真納的诞生100周年，大学在1976年更名为「真纳大学」(Quaid-i-Azam University)。穆罕默德·阿里·真納的主要称号是「伟大领袖」（ Quaid-i-Azam）。

## 声誉
QS世界大学排名在2019年将真纳大学排名为世界第551至560位之间、亚洲第133位。
巴基斯坦真纳大学在伊斯兰合作组织成员国中排名第一，超过八成的教员拥有博士学位和海外经验。

## 学校机构
真纳大学由四个院系、三十八个学术部门和附属研究中心等组成。
- 社会科学学院：下设十个学院，包括法学院、管理学学院、经济学院、语言学学院、人类学学院、社会学学院、国防及战略研究学院、历史学院、政治和国际关系学院和亚洲文明研究中心（Taxila Institute of Asian Civilizations）。

- 医学学院

- 生物学学院：下设八个学院，包括动物科学院、生物化学院、生物化学院、微生物学学院、植物学院、环境科学学院、生物技术学院、药学学院和生物信息学中心。

- 自然科学学院：下设八个学院，包括化学院、计算机科学院、数学院、统计学学院、地球科学院、物理学院、信息技术学院和电子学学院。

## 知名人物
- 瑪莉哈·洛迪：巴基斯坦外交官
- 薩爾塔傑·阿齊茲：巴基斯坦经济学者
- 萊拉·喬罕：巴基斯坦外交官
- 特赫米娜·詹朱亞：巴基斯坦外交官
- 艾哈迈德·哈桑·达尼